# Reumont
Reumont est une commune française située dans le département du Nord, en région Hauts-de-France.
Ses habitants sont les Reumontoises et les Reumontois.

## Géographie
Reumont est située sur la Chaussée Brunehaut, cette ancienne voie romaine qui relie Bavay à Vermand.

### Communes limitrophes

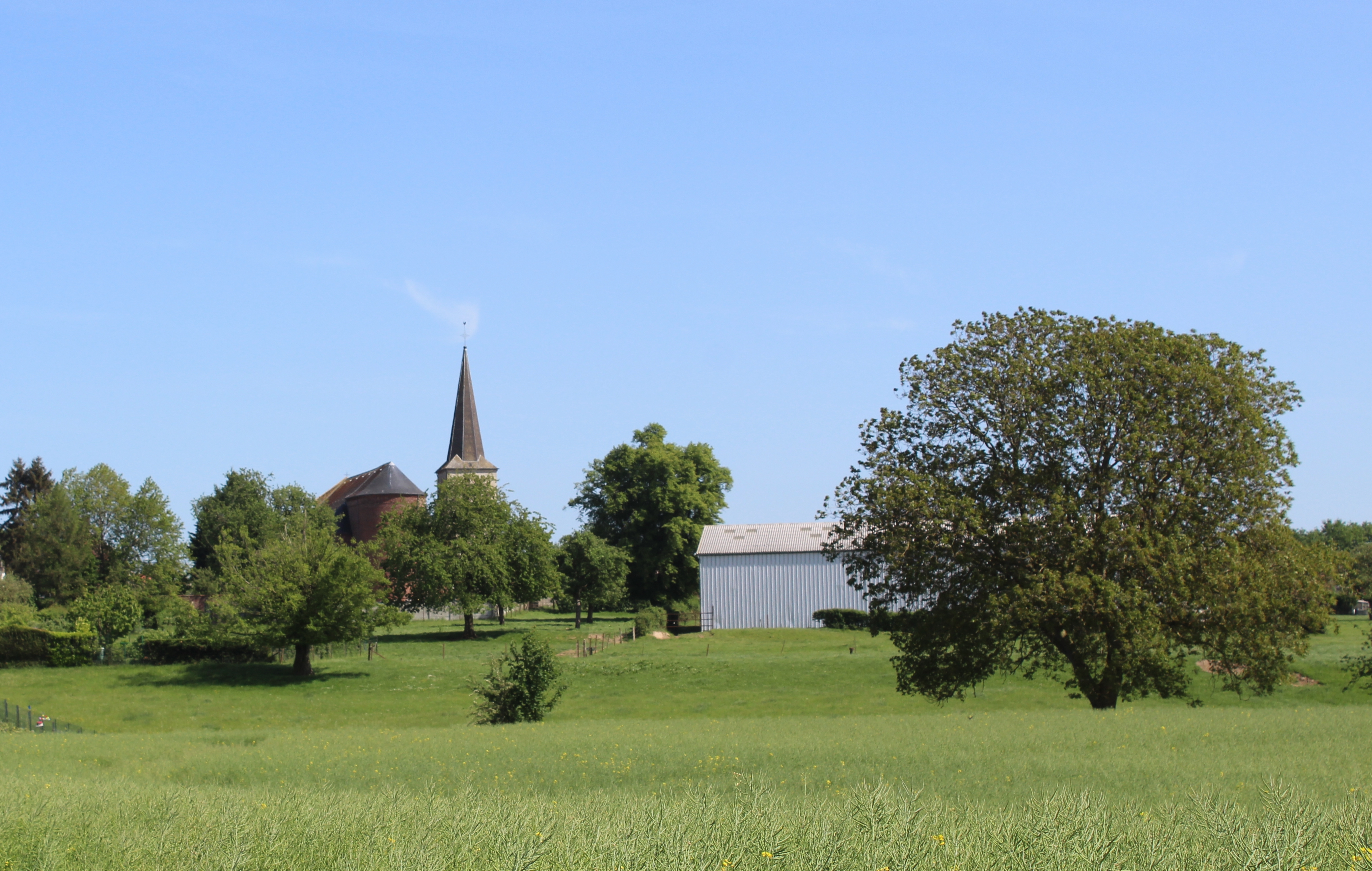
Panorama du Village.

| Troisvilles |          |                     |
| Bertry      | Reumont  | Le Cateau-Cambrésis |
| Maurois     | Honnechy |                     |

### Hydrographie

#### Réseau hydrographique
La commune est située dans le bassin Artois-Picardie. Elle est drainée par l'Erclin,.
L'Erclin, d'une longueur de 34 km, prend sa source dans la commune de Maurois et se jette  dans l'Escaut canalisée à Thun-Saint-Martin, après avoir traversé 16 communes. 

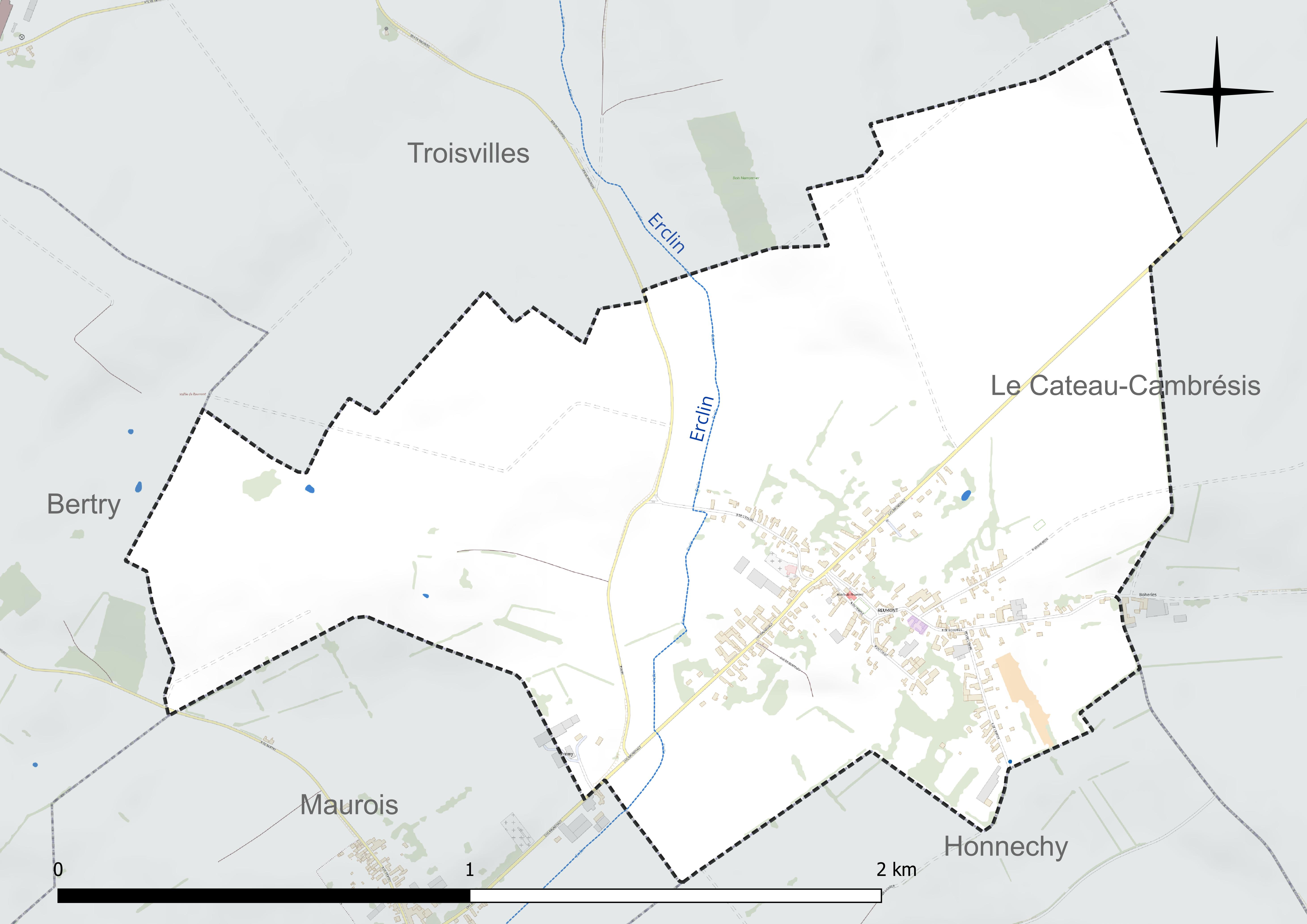
Réseau hydrographique de Reumont.

#### Gestion et qualité des eaux
Le territoire communal est couvert par le schéma d'aménagement et de gestion des eaux (SAGE) « Escaut ». Ce document de planification concerne un territoire de 2 005 km2 de superficie, délimité par le bassin versant de l'Escaut. Le périmètre a été arrêté le 9 juin 2006 et le SAGE proprement dit a été approuvé le 13 juillet 2021. La structure porteuse de l'élaboration et de la mise en œuvre est le syndicat mixte Escaut et Affluents (SyMEA). 
La qualité des cours d'eau peut être consultée sur un site dédié géré par les agences de l'eau et l'Agence française pour la biodiversité. 

### Climat
Pour des articles plus généraux, voir Climat des Hauts-de-France et Climat du Nord.
En 2010, le climat de la commune est de type climat océanique dégradé des plaines du Centre et du Nord, selon une étude du CNRS s'appuyant sur une série de données couvrant la période 1971-2000. En 2020, Météo-France publie une typologie des climats de la France métropolitaine dans laquelle la commune est exposée à un climat océanique altéré et est dans la région climatique  Nord-est du bassin Parisien, caractérisée par un ensoleillement médiocre, une pluviométrie moyenne régulièrement répartie au cours de l'année et un hiver froid (3 °C).
Pour la période 1971-2000, la température annuelle moyenne est de 10 °C, avec une amplitude thermique annuelle de 14,5 °C. Le cumul annuel moyen de précipitations est de 780 mm, avec 12,1 jours de précipitations en janvier et 9,1 jours en juillet. Pour la période 1991-2020, la température moyenne annuelle observée sur la station météorologique la plus proche, située sur la commune d'Épehy à 27 km à vol d'oiseau, est de 10,6 °C et le cumul annuel moyen de précipitations est de 752,8 mm,. Pour l'avenir, les paramètres climatiques de la commune estimés pour 2050 selon différents scénarios d'émission de gaz à effet de serre sont consultables sur un site dédié publié par Météo-France en novembre 2022.

## Urbanisme

### Typologie
Au 1er janvier 2024, Reumont est catégorisée commune rurale à habitat dispersé, selon la nouvelle grille communale de densité à sept niveaux définie par l'Insee en 2022.
Elle est située hors unité urbaine. Par ailleurs la commune fait partie de l'aire d'attraction du Cateau-Cambrésis, dont elle est une commune de la couronne,. Cette aire, qui regroupe 11 communes, est catégorisée dans les aires de moins de 50 000 habitants,.

### Occupation des sols
L'occupation des sols de la commune, telle qu'elle ressort de la base de données européenne d'occupation biophysique des sols Corine Land Cover (CLC), est marquée par l'importance des territoires agricoles (85,5 % en 2018), en diminution par rapport à 1990 (90,8 %). La répartition détaillée en 2018 est la suivante : 
terres arables (44,4 %), prairies (41,1 %), zones urbanisées (14,5 %). L'évolution de l'occupation des sols de la commune et de ses infrastructures peut être observée sur les différentes représentations cartographiques du territoire : la carte de Cassini (XVIIIe siècle), la carte d'état-major (1820-1866) et les cartes ou photos aériennes de l'IGN pour la période actuelle (1950 à aujourd'hui).

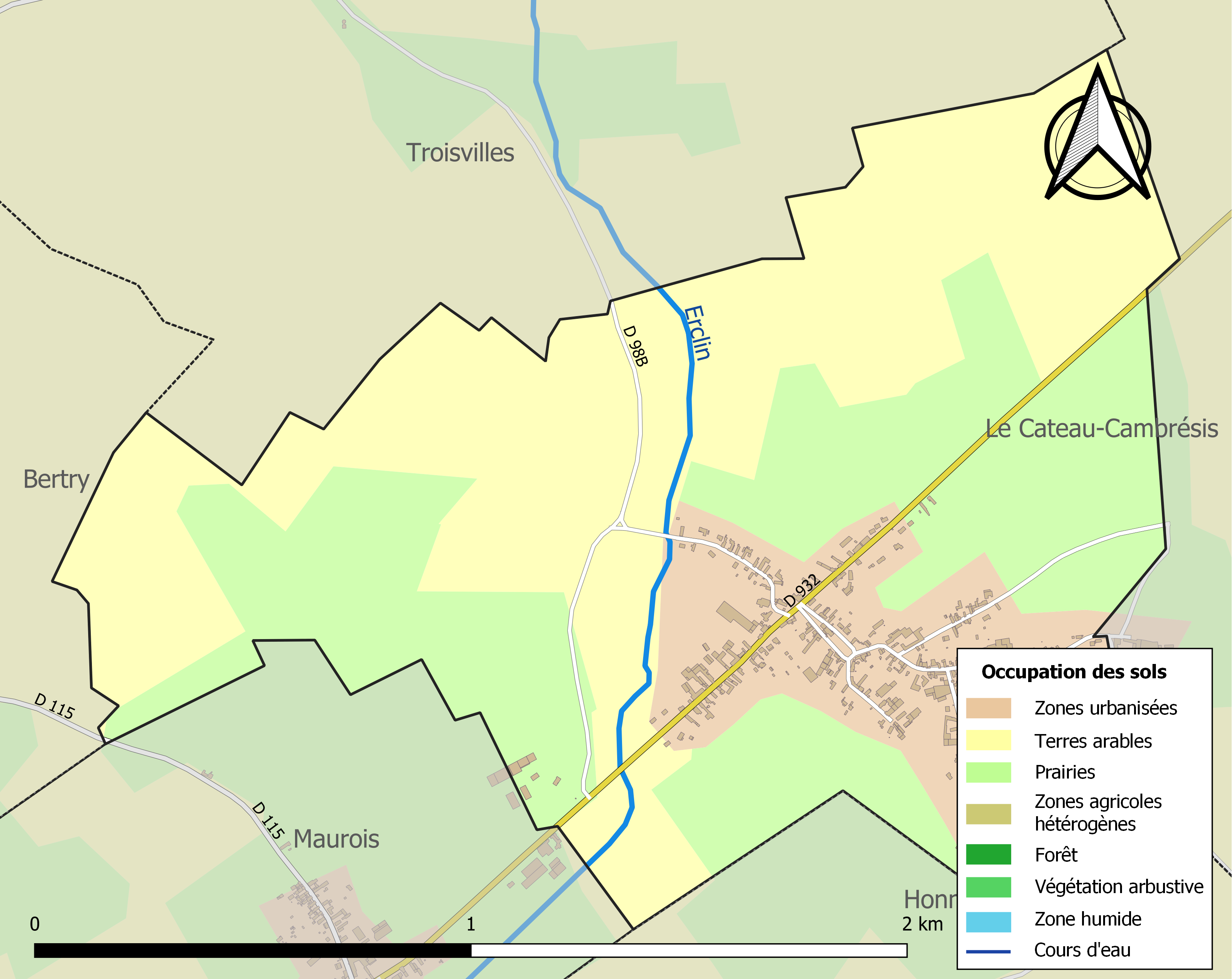
Carte des infrastructures et de l'occupation des sols de la commune en 2018 (CLC).

## Toponymie
D'un nom de personne germanique Rothari ou Hrōþihari + montem: Rotherii montem (878),.

Reetseke en flamand.

## Histoire
Reumont s'écrivait autrefois Roirmunt ou Riurmont.
Au Moyen Âge, le seigneur Gilles de Reumont fait édifier, en 1366, un château avec donjon de pierre et double enceinte de fossés, le château de Folle-Emprise, ou Folemprise. Il est détruit en 1633, sans doute au cours des guerres franco-espagnoles où de nombreux pillards ravagent la contrée.
Jean Baptiste de Reumont, baron de Reumont, devient maire de Montmédy à une date nonprécisée. Il meurt avant son épouse Sophie Françoise-de-Paule Huvino (1778-1873). Née à Lille en avril 1772 (baptisée le 2 avril 1778), elle est la fille de Louis Jean Baptiste Joseph Huvino, écuyer, seigneur de Bourghelles, bourgeois de Lille, échevin de Lille et d'Albertine Élisabeth Désirée Joseph d'Hennin. Elle meurt à Fresnoy près de Montmédy le 8 avril 1873, à l'âge de 95 ans. Elle avait émigré pendant la Révolution française avec ses parents et n'a été rayée de la liste des émigrés et amnistiée que le 15 fructidor an IX (2 septembre 1801) après avoir prêté serment de fidélité à la Constitution.
Au XIXe siècle, le village vit principalement de l'agriculture, complétée par une activité textile consacrée à la fabrication du linon. Des carrières sont exploitées pour l'extraction de la chaux.
À partir du début du XIXe siècle, la communauté protestante est importante à Reumont, environ un neuvième de la population.
Pendant la Première Guerre mondiale, Reumont est très éprouvée, lors de la bataille du Cateau, le 26 août 1914. De nombreuses destructions affectent le village.

## Héraldique
|  | Les armes de Reumont se blasonnent ainsi : « Écartelé : aux 1 et 4, d'or à l'aigle éployée de sable ; aux 2 et 3, d'or au chevron de gueules ; sur le tout, d'argent à deux rameaux d'olivier de sinople passés en couronne. » |

## Politique et administration
Maire en 1802-1803 : Vitaux père.

Maire en 1807 : Legrand.
| Période                                  | Période   | Identité           | Étiquette | Qualité |
| ---------------------------------------- | --------- | ------------------ | --------- | ------- |
| avant 1995                               | mars 2008 | Paul Lencel        |           |         |
| mars 2008                                | En cours  | Jean-Pierre Richez |           |         |
| Les données manquantes sont à compléter. |           |                    |           |         |

## Population et société

### Démographie

#### Évolution démographique
L'évolution du nombre d'habitants est connue à travers les recensements de la population effectués dans la commune depuis 1793. Pour les communes de moins de 10 000 habitants, une enquête de recensement portant sur toute la population est réalisée tous les cinq ans, les populations de référence des années intermédiaires étant quant à elles estimées par interpolation ou extrapolation. Pour la commune, le premier recensement exhaustif entrant dans le cadre du nouveau dispositif a été réalisé en 2005.

En 2022, la commune comptait 341 habitants, en évolution de −7,34 % par rapport à 2016 (Nord : +0,51 %, France hors Mayotte : +2,11 %).
| 1793 | 1800 | 1806 | 1821 | 1831 | 1836 | 1841 | 1846 | 1851 |
| ---- | ---- | ---- | ---- | ---- | ---- | ---- | ---- | ---- |
| 530  | 602  | 566  | 627  | 736  | 800  | 898  | 898  | 960  |

| 1856  | 1861  | 1866  | 1872  | 1876 | 1881 | 1886 | 1891 | 1896 |
| ----- | ----- | ----- | ----- | ---- | ---- | ---- | ---- | ---- |
| 1 014 | 1 036 | 1 018 | 1 000 | 947  | 904  | 825  | 760  | 742  |

| 1901 | 1906 | 1911 | 1921 | 1926 | 1931 | 1936 | 1946 | 1954 |
| ---- | ---- | ---- | ---- | ---- | ---- | ---- | ---- | ---- |
| 694  | 678  | 647  | 506  | 484  | 476  | 463  | 407  | 419  |

| 1962 | 1968 | 1975 | 1982 | 1990 | 1999 | 2005 | 2006 | 2010 |
| ---- | ---- | ---- | ---- | ---- | ---- | ---- | ---- | ---- |
| 371  | 374  | 339  | 339  | 331  | 317  | 347  | 351  | 379  |

| 2015 | 2020 | 2022 | - | - | - | - | - | - |
| ---- | ---- | ---- | - | - | - | - | - | - |
| 371  | 347  | 341  | - | - | - | - | - | - |

#### Pyramide des âges
La population de la commune est relativement jeune.
En 2018, le taux de personnes d'un âge inférieur à 30 ans s'élève à 34,3 %, soit en dessous de la moyenne départementale (39,5 %). À l'inverse, le taux de personnes d'âge supérieur à 60 ans est de 25,4 % la même année, alors qu'il est de 22,5 % au niveau départemental.
En 2018, la commune comptait 180 hommes pour 178 femmes, soit un taux de 50,28 % d'hommes, largement supérieur au taux départemental (48,23 %).
Les pyramides des âges de la commune et du département s'établissent comme suit.
| Hommes | Classe d’âge | Femmes |
| ------ | ------------ | ------ |
| 0,6    | 90 ou +      | 1,2    |
| 8,6    | 75-89 ans    | 8,7    |
| 15,5   | 60-74 ans    | 16,2   |
| 21,8   | 45-59 ans    | 24,3   |
| 16,1   | 30-44 ans    | 18,5   |
| 20,1   | 15-29 ans    | 14,5   |
| 17,2   | 0-14 ans     | 16,8   |

| Hommes | Classe d’âge | Femmes |
| ------ | ------------ | ------ |
| 0,5    | 90 ou +      | 1,4    |
| 5,3    | 75-89 ans    | 8,1    |
| 14,8   | 60-74 ans    | 16,2   |
| 19,1   | 45-59 ans    | 18,4   |
| 19,5   | 30-44 ans    | 18,7   |
| 20,7   | 15-29 ans    | 19,1   |
| 20,2   | 0-14 ans     | 18     |

## Lieux et monuments

### Église

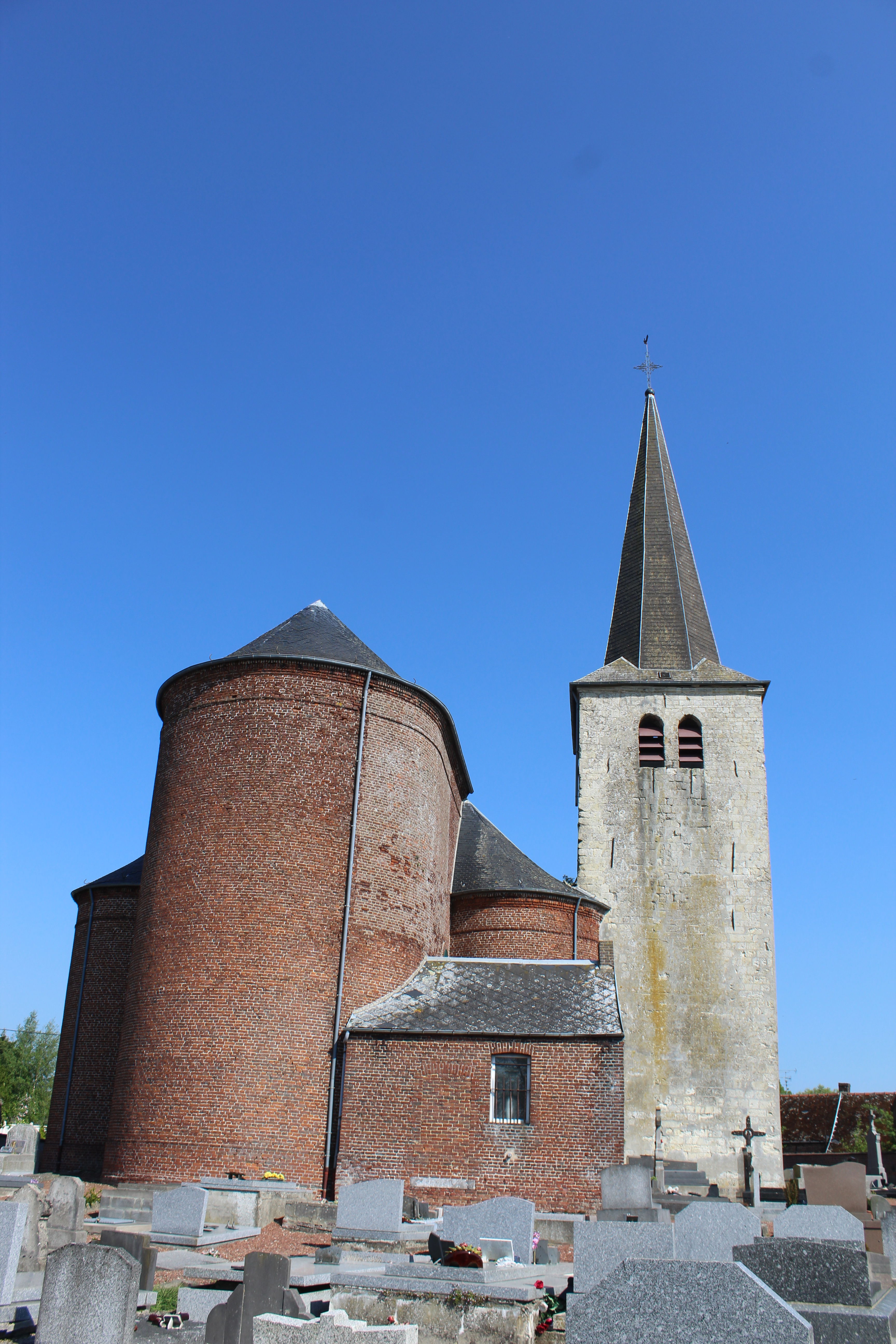
L'église de Reumont

L'église, vendue aux enchères et démolie au cours de la Révolution, est remplacée par l'édifice actuel en 1803. La façade en brique est dépourvue d'ornements à l'exception d'un fronton triangulaire et de fausses colonnes carrées en relief.
Le bâtiment présente aussi la particularité d'être orienté à l'envers par rapport à la traditionnelle disposition vers l'est.
Une pierre gravée, dégradée, avec les armoiries du comte de Reumont, qui proviendrait du château de Folle-Emprise, est incluse en haut du mur du clocher.

### Chapelle-calvaire
La chapelle-calvaire datée de 1869, située à l'ouest du village, Route de Troisvilles.

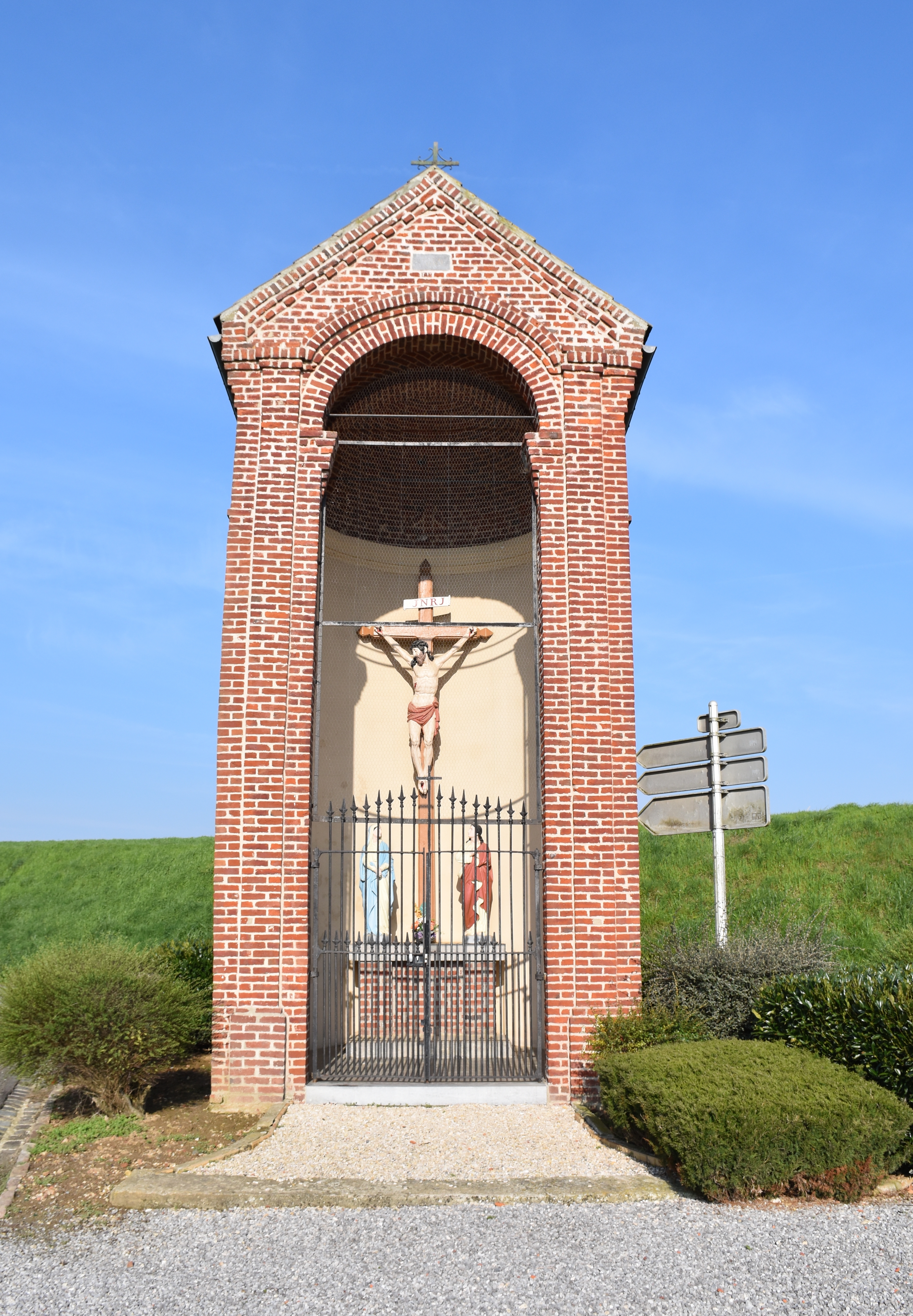
La chapelle-calvaire datée de 1869.

### Temple
Le temple réformé puis baptiste et enfin irvingien a été désaffecté et est à présent utilisé comme grange agricole.

### Brasserie-malterie Risbourg Margerin
La brasserie Risbourg Margerin aurait été construite en complément de la ferme agricole. Le logement principal porte la date de 1862.

## Personnalités liées à la commune
- Georges Leduc (1883-1953), militaire français, y est né.

## Pour approfondir